# Манишинце
Манишинце (алб. Manishincë) су насеље у Општини Ново Брдо, Косово и Метохија, Република Србија.

## Географија
Налазе се на координатама 42° 34′ 6″ N 21° 24′ 37″ E / 42.56833° С; 21.41028° И.

## Становништво
| Демографија | Демографија | Демографија |
| Година      | Становника  | Становника  |
| ----------- | ----------- | ----------- |
| 1991.       | 138         |             |